# BINGO (ラジオ番組)
『BINGO』（ビンゴ）とは、2014年9月29日から2020年3月27日まで大分放送（OBSラジオ）で平日13:00 - 16:40に放送されていたラジオ番組である。放送終了。

## 概要
OBSラジオは同年10月改編で、平日朝から日中の午後にかけての生ワイド番組を全て新番組に転換した。その中で平日午後に放送されていた「ごごらくワイド」に代わり「スタート!」・「イチスタ☆」と同日に開始されたのが当番組である。
番組タイトルは、ビンゴゲームでカードが一列揃った際に発する「ビンゴ!」から、勢いのある番組を目指すこと、聴取者が「ビンゴ!」と思わず発してしまうような、必要とされる情報を伝えたいという思いから命名されたものと紹介している。
主要コーナーは「ごごらくワイド」から継承されたものが多い。この中にはIBC岩手放送と共同制作する水曜のコーナー「大分・岩手ホットライン」も含まれている。
2020年3月27日で放送を終了。2020年4月から本番組のほか、朝のワイド番組「スタート!」と午前のワイド番組「イチスタ☆」を統合し、情熱ライブ!Voiceが放送開始する。

## パーソナリティ
2019年10月現在。北里・財前・安波以外はOBSアナウンサー。「ごごらくワイド」最終回時点でのパーソナリティから海原みどりと吉田諭司が抜け、新たに「リフレッシュ@」を担当していた北里典子を加えた。その後、女性パーソナリティーに変更はないが、男性パーソナリティーは各年の春改編及び2016年秋改編で担当者や担当曜日の変更が生じている。
パーソナリティが事情により出演できない場合、他曜日のパーソナリティが代役として出演することがある。ただし、番組内でのOBSニュースに対応するため、最低1人は必ずアナウンサーが出演する。

### 現在
- （月・火・水）村津孝仁・北里典子
- （木）吉田諭司・財前真由美
- （金）吉田諭司・平山沙絵

### 過去
| 期間      | 期間      | 男性       | 男性       | 男性       | 男性       | 男性     | 女性            | 女性       | 女性     |
| 期間      | 期間      | 月曜日     | 火曜日     | 水曜日     | 木曜日     | 金曜日   | 月曜日 - 水曜日 | 木曜日     | 金曜日   |
| --------- | --------- | ---------- | ---------- | ---------- | ---------- | -------- | --------------- | ---------- | -------- |
| 2014.9.29 | 2015.3.27 | 三重野勝己 | 三重野勝己 | 三重野勝己 | 小田崇之   | 小田崇之 | 北里典子        | 安波利恵   | 安波利恵 |
| 2015.3.30 | 2016.3.31 | 三重野勝己 | 三重野勝己 | 小田崇之   | 小田崇之   | 小田崇之 | 北里典子        | 安波利恵   | 安波利恵 |
| 2016.4.1  | 2016.9.30 | 三重野勝己 | 三重野勝己 | 石川正史   | 石川正史   | 吉田諭司 | 北里典子        | 安波利恵   | 安波利恵 |
| 2016.10.3 | 2017.3.31 | 三重野勝己 | 賎川寛人   | 小田崇之   | 石川正史   | 吉田諭司 | 北里典子        | 安波利恵   | 安波利恵 |
| 2017.4.3  | 2018.3.30 | 三重野勝己 | 小田崇之   | 小田崇之   | 三重野勝己 | 吉田諭司 | 北里典子        | 安波利恵   | 安波利恵 |
| 2018.4.2  | 2019.3.29 | 三重野勝己 | 三重野勝己 | 三重野勝己 | 吉田諭司   | 吉田諭司 | 北里典子        | 安波利恵   | 安波利恵 |
| 2019.4.1  | 2019.9.27 | 村津孝仁   | 村津孝仁   | 村津孝仁   | 吉田諭司   | 吉田諭司 | 北里典子        | 平山沙絵   | 平山沙絵 |
| 2019.9.30 | 2020.3.27 | 村津孝仁   | 村津孝仁   | 村津孝仁   | 吉田諭司   | 吉田諭司 | 北里典子        | 財前真由美 | 平山沙絵 |

## タイムテーブル
2020年1月現在 「ごごらくワイド」同様、メッセージテーマは月 - 木曜が日替わり、金曜がフリーテーマとなっている。
- 13:00 - オープニング
- 13:10 - スタジオBINGO
- 13:35 - 天気情報[4]
- 13:55 -  OBSニュース
- 14:00 - 
  - 【第2・第4 火】あなたの皮ふのお悩み徹底解説！教えてみうら先生!
  - 【水】HIヒロセお買い物情報
  - 【第1 木】不動産開業のいろは
- 14:10 - トピッカーHOT情報
- 14:20 - 全日本トラック協会 presents ドライバーズ・リクエスト
- 14:30 - ラジオショッピング
- 14:40 - 
  - 【月】チャレンジトゥザフューチャー
  - 【火】衛藤賢史先生のシネマ教室
  - 【水】大分・岩手ホットライン
  - 【金】いい釣り情報
- 14:50 - 【木】e情報
- 14:55 - 大分県内きょうの動き
- 15:10 -【火〜木】大分合同新聞取材メモ
- 15:15 -【木・金】得々タウンガイド
- 15:20 - 天気情報
- 15:25 - ラジオショッピング
- 15:30 -
  - 【火】スゴスギル真実〜フラッシュ高橋と一緒に〜
  - 【隔週・水】イワタニ子のちょっと聞いてっちゃ!
  - 【金】トヨタ街角ステーション
- 15:40 - 【金】OBSラジオショッピング
- 15:50 -  こちら110番・119番
- 15:55 -  OBSニュース
- 16:10 -  ミュージックスクランブル
- 16:20 -  あなたにハッピー・メロディ
- 16:25 - エンディング

### 過去
- 高橋知子のドレッシングしま専科（水曜 13:50 - 13:55、2014年12月31日終了）
- ひろこもがっつり県産豚肉（金曜 16:05 - 【出演】飯倉寛子（OBSアナウンサー）他）